# پگفیلگراستیم
پگ‌فیلگراستیم که با نام تجاری Neulasta فروخته می‌شود، آنالوگ فیلگراستیم و شکل پگیله‌شده فاکتور محرک کلونی گرانولوسیت نوترکیب انسانی است.. این ماده برای تحریک تولید گلبول‌های سفید خون (نوتروفیل‌ها) استفاده می‌شود. پگفیلگراستیم اولین بار توسط شرکت دارویی آمژن توسعه یافته‌است. پگ فیلگراستیم با فیلگراستیم (gcsf) تفاوت دارد.
پگفیلگراستیم می‌تواند برای تحریک مغز استخوان برای تولید نوتروفیل‌های بیشتر برای مبارزه با عفونت در بیماران تحت شیمی درمانی استفاده شود.
نیمه عمر پگفیلگراستیم در انسان بین ۱۵ تا ۸۰ ساعت است که بسیار بیشتر از نیمه عمر فیلگراستیم اصلی (۳–۴ ساعت) است.
پگفیلگراستیم برای استفاده پزشکی در ایالات متحده در ژانویه ۲۰۰۲، در اتحادیه اروپا در آگوست ۲۰۰۲، و در استرالیا در سپتامبر ۲۰۰۲ تأیید شد و هم‌اکنون در ایران برای بیماران شیمی درمانی قابل استفاده است
تزریق
پگفیلگراستیم که در بیمارستان ها به نام پگاژن شناخته میشود معمولا در پایان دوره ی شیمی درمانی ها بصورت زیر جلدی تزریق میشود، برای تزریق باید ابتدا امپول را از یخچال بیرون اورد تا گرم شود، اینکار از درد گرفتن محل تزریق جلوگیری میکند. محل را با الکل ضد عفونی کنید سپس بسته بندی امپول را باز کنید، هوایی که از قبل داخل سرنگ شیشه ای هست را نباید خارج کرد،. سپس امپول را با زاویه ی سی درجه وارد بافت زیر جلدی کرده و به مدت پنج تا هفت ثاتیه انرا تزریق کنید. در انتها سوزن بیرون کشیده میشود، هرگز محل تزریق مالش داده نمیشود، درد محل تزریق طیعی است.